# Baltasar de Cordes
Baltasar de Cordes (Anvers – ?) foi um corsário holandês-português do século XVI para o século XVII.

## Biografia
Na Holanda, onde existia uma enorme colónia de portugueses, muitos deles dedicaram-se à pirataria e ao corso contra os espanhóis. Entre eles, destacam-se Simão de Cordes e o seu irmão Baltasar de Cordes, dois portugueses ou seus descendentes, que foram os primeiros corsários holandeses de 1598 a 1600. Ficaram célebres pelas pilhagens e massacres que fizeram na colónia espanhola do Chile.